# Gunnar Karlström
Jan Gunnar Karlström, född 3 augusti 1949 i Helsingborg, är en svensk kemist.
Efter studentexamen i Danderyd 1968 studerade Karlström kemiteknik vid Lunds tekniska högskola, där han 1972 blev civilingenjör. Han var därefter doktorand i fysikalisk kemi och disputerade 1978. Han antogs som docent 1981, hade en tjänst som forskarassistent 1981–1985, som högskolelektor 1985–2000 och är sedan 2000 professor i teoretisk kemi i Lund.
Karlström forskar inom kvantkemi, bland annat med tillämpning på kondenserade faser, intermolekylär växelverkan och fasjämvikter i lösningar av polymerer och ytaktiva ämnen.
Karlström invaldes 2006 som ledamot av Kungliga Vetenskapsakademien och blev 2012 ledamot av Nobelkommittén för kemi.